# Иглица (Вроцлав)
Иглица (пол. Iglica [iɡˈlʲit͡sa], с пол. — «спица») — иглообразный памятник в польском городе Вроцлав. Он был построен в 1948 году и изначально имел высоту 106 м, однако теперь высота составляет 90,3 м. 

## История
Это сооружение было построено в коммунистическую эпоху для выставки Возвращённых земель, посвящённой восстановлению контроля над оккупированными Германией польскими территориями после Второй мировой войны. Дизайнером был выбран Станислав Хемпель. Иглица расположена в непосредственной близости от Зала Столетия. Учитывая немецкое происхождение Зала, проектировщики решили построить рядом с ним шпиль, который мог бы стать символом польского Вроцлава.
Первоначально она была увенчана вращающейся конструкцией из зеркал, создававшей в ночное время «световой зонтик», но уже через несколько часов после завершения строительства и до официального открытия в неё ударила молния. Остатки повреждённой конструкции были безвозмездно демонтированы двумя студентами-любителями скалолазания, поскольку военные не смогли справиться с этой задачей.
После реконструкции в 1965 году верхние десять метров были демонтированы и высота составляла 96 м, однако в результате технического обслуживания в 1979 году высота стала составлять 90,3 м. 
Шпиль, наряду с Четырёхкупольным павильоном, Перголой и Залом Столетия, был включён в число официальных национальных исторических памятников Польши 20 апреля 2005 года. Это один из двух памятников истории во Вроцлаве, второй — исторический район города Старый город.